# Noureddine Pacha
Miralaï Noureddine Ibrahim Pacha (en turc : Miralay Nurettin İbrahim Paşa ou encore Nureddin İbrahim Konyar), surnommé Sakallı Nurettin ( « Noureddine le barbu ») est un général ottoman, puis turc, et homme politique, né en 1873 et décédé en 1932, qui combattit durant la Première Guerre mondiale et participa à la création de la république de Turquie. Pacha est sa fonction.

## Carrière militaire sous l'Empire ottoman
Noureddine Pacha est né à Brousse dans la Région de Marmara de l'Empire ottoman. Son père était le maréchal ottoman (Müşir) İbrahim Pacha. Il a embrassé la carrière militaire en faisant l'académie militaire ottomane (Mekteb-i Füsûn-u Harbiyye-i Şâhâne) de Pangalti en 1890, il en sort pour servir dans le 40e bataillon d'infanterie de la 5earmée comme lieutenant (Mülâzım-ı Sani). Il est fin lettré et outre le turc ottoman et courant, il parle le français, l'allemand, l'arabe et le russe.
Capitaine, il sert comme aide de camp du commandant en chef Edhem Pacha puis devient en 1898 celui du sultan Abdülhamid II. Il passe les années 1901 à 1903 sur la frontière bulgare et réprime les révoltes chrétiennes en Macédoine.
En 1913, il est intégré au « Corps modèle » (numune kıtası) formé par la mission militaire allemande dirigée par Otto Liman von Sanders, destiné à promouvoir la réforme de l'armée ottomane.

## Première Guerre mondiale
En avril 1914, il se trouve en Irak en tant que commandant de la 4e division (Dördüncü Fırka) sous les ordres de Süleyman Askerî Bey (en), chef de la zone d'armée d'Irak. Ce dernier se suicide le 14 avril 1915 après la défaite de Shaiba (en) contre les Britanniques. Nourredine Bey devient alors commandant de l'armée sur le théâtre irakien, le 20 avril, et gouverneur de Bassora, poste qu'il occupe lors de l'entrée de l'Empire ottoman dans la Première Guerre mondiale. En novembre 1915, il arrête à la bataille de Ctésiphon l'avance de la 6e division de Poona (en) anglo-indienne commandée par Charles Townshend, qui remontait le Tigre depuis son embouchure. Cette victoire lui permet d'encercler les troupes anglo-indiennes lors du siège de Kut en décembre 1915. Le maréchal allemand Colmar von der Goltz arrive à Bagdad le 6 décembre 1915 avec la mission de réorganiser l'armée de Mésopotamie, rebaptisée armée d'Irak (Irak Ordusu).
Le 20 janvier 1916, le ministre de la guerre, Enver Pacha, mute Noureddine au commandement du IXe corps avec le commandement provisoire de la 3e armée. Il devient ensuite chef de la zone de commandement de Muğla et Antalya (Muğla ve Antalya Havalisi Komutanlığı) en octobre 1916, chef nominal du XXIe corps qui devait être basé à Aydın, et devient gouverneur adjoint du vilayet d'Aydın le 25 octobre 1918, promu au grade de mirliva.

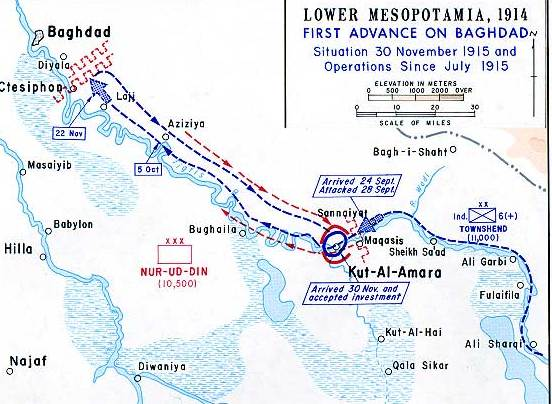
Campagne de Mésopotamie, juillet-novembre 1915.

## Guerre d'indépendance turque
Au lendemain de la capitulation ottomane du 30 octobre 1918, il cumule les fonctions de commandant du XVIIe corps basé à Izmir et de gouverneur du vilayet d'Aydın. Le 30 décembre, il devient commandant du XXVe corps basé à Constantinople. Le 2 février 1919, il retourne comme gouverneur du vilayet d'Aydın et commandant de la même zone pour réprimer la révolte d'Urla. Il crée un Comité de défense des droits ottomans à Smyrne/Izmir qui regroupe des commerçants, des politiciens, des notables turcs et s'oppose en cela aux intérêts des Alliés (Grecs, Français et Anglais) dans cette région alors multiculturelle.
Pendant la guerre d'indépendance turque, il rejoint le mouvement nationaliste et prend le commandement de l'Armée centrale (Merkez Ordusu) en Anatolie en juin 1920. Il fait expulser des missionnaires américains, emprisonner pour trahison des membres des minorités chrétiennes notamment grecque et arménienne, laisse incendier les quartiers chrétiens de Smyrne et lyncher le métropolite grec de la ville, et réprime aussi des musulmans alévis : le 17 juin 1921, avec 3 000 cavaliers et des irréguliers, il étouffe l'insurrection des tribus de Koçgiri.

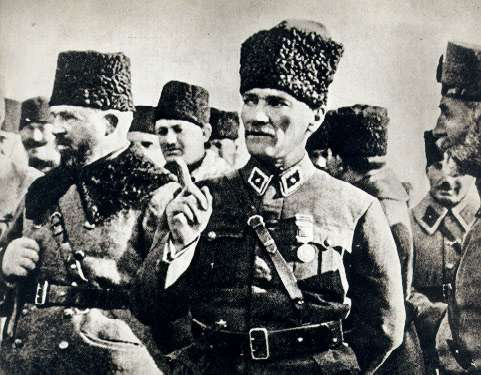
Noureddine Pacha (à g.) avec Mustafa Kemal Pacha (au centre), 17 janvier 1923.

Il est ensuite rappelé à Ankara le 3 novembre. Une crise apparaissant au commandement de la 1re armée, Ali Ihsan étant renvoyé, ni Ali Fuat ni Refet (en) ne souhaitant en prendre le commandement : Nourredine est nommé commandant le 29 juin 1922 et Ferik (général de corps d'armée) le 31 août.

## Carrière politique sous la république
En juin 1923, la Première Armée étant dissoute, il se retrouve sans commandement. Devenu membre du Conseil militaire suprême en mars 1924, il se présente à l'élection de la Grande assemblée nationale de Turquie à Bursa où il est élu comme indépendant.
Homme religieux, il s'oppose à plusieurs réformes d'Atatürk telles que l'interdiction du fez et du voile dans les institutions,. Il meurt le 18 février 1932.
Après le coup d'état du 12 septembre 1980, la société historique turque le choisit pour être transféré dans le nécropole d'État (en) comme étant l'un des cinquante plus proches d'Atatürk. Il était présenté comme général quatre étoiles, le quatrième après Atatürk, İsmet İnönü et Fevzi Çakmak. Le transfert de son corps est annulé par suite d'une levée de boucliers parmi les partisans de la laïcité kémaliste. Plus récemment, depuis que l'AKP est au pouvoir, ce transfert est à nouveau envisagé,.